# Wim Oepts
Willem Anthonie Oepts (Amsterdam, 22 december 1904 - Parijs, 22 maart 1988) was een Nederlandse kunstenaar, bekend door de vele geabstraheerde en zonovergoten landschappen die hij na 1945 schilderde. Vanaf 1935 woonde hij voornamelijk in Frankrijk. Oepts was een uitgesproken colorist.

## Biografie
Als kunstenaar was Oepts een autodidact; hij bezocht als jongen de ambachtsschool en volgde een opleiding tot machinetekenaar. Hij werkte als tekenaar bij Schippers Werktuigen in de Amsterdamse haven. Aanvang jaren ’20 begon hij daarnaast ‘vrij’ te tekenen; hij maakte vooral hout- en linoleumsnedes. In 1924 trok zijn werk de aandacht van de bekende schilderes Charley Toorop, die hem onder haar hoede nam en introduceerde bij haar vriendenkring (onder anderen John Rädecker, Gerrit Rietveld, Kurt Schwitters, Adriaan Roland Holst). Toorop moedigde de jonge Oepts aan met olieverf te gaan werken. Dit wordt voortaan zijn medium. Tot ongeveer 1935 maakt hij voornamelijk donkergekleurde straatscènes en stadsgezichten van Amsterdam, de stad waar hij geboren was en toen nog woonde.
Bezoeken aan Parijs brengen Oepts in contact met veel lichtere schilderstijlen; vooral het werk van André Derain en Pierre Bonnard spreekt hem aan. In 1939 vestigt hij zich met zijn Franse vrouw Marthe Caudal in Parijs. Hij volgt daar lessen van Othon Friesz, die vooral de nadruk legt op het samenspel van kleuren in een schilderij. Na het uitbreken van de Tweede Wereldoorlog wijkt Oepts uit naar Engeland, waar hij bij de Nederlandse regering in Londen als ‘war artist’ aan de slag komt. Hij maakt in Engeland enkele schilderijen, waaronder één met haringen erop afgebeeld. Dat was symbolisch, want hij hield helemaal niet van deze zoute vis. Vandaar neemt hij in 1944, als militair, deel aan de invasie in Frankrijk en raakt daar gewond. Hij maakt onder andere illustraties voor het legerblad Pen Gun en het illegale Vrij Nederland. In 1958 krijgt Wim Oepts de Prijs van de Stichting Kunstenaarsverzet 1942-1945 voor zijn activiteiten tijdens de oorlog. Hij wordt zeer gewaardeerd door koningin Juliana, wat blijkt uit een bewaard briefje.
In 1946 keert Oepts terug naar Frankrijk. Hij leidt daar een teruggetrokken bestaan, mijdt de publiciteit en heeft weinig contacten met de kunsthandel of met andere kunstenaars in Parijs. Hij concentreert zich nu geheel op zijn schilderwerk. ’s Zomers tekent hij veel in het zuiden, vooral in Saint-Tropez, waar de familie van zijn vrouw woonde. ’s Winters verwerkt hij zijn schetsen in zijn atelier in de schilderswijk te Parijs tot schilderijen. Hij kent jaren van grote armoede, gaat 's winters dikwijls hout voor de kachel hakken. In Nederland is het in de ‘officiële’ kunstwereld al abstractie wat de klok slaat; werk dat als ‘figuratief’ wordt bestempeld, geniet veel minder belangstelling. In Frankrijk heeft niemand van deze buitenlander gehoord. Pas vanaf de jaren ’60 gaat het wat beter, doordat Nederlandse verzamelaars het werk van Wim Oepts gaan kopen.
De Franse landschappen van de ‘volwassen’ Oepts zijn meestal direct herkenbaar door de – aan de vroegere houtsnijder herinnerende – opbouw van de compositie in contrasterende vlakken en door het eigenzinnig kleurgebruik. Zo kan Oepts het felle zuidelijke licht weergeven door de hemel groen te kleuren en gebruikt hij in later werk vaak ook zwart als kleur. Het zijn schilderijen met een heel eigen karakter, Oepts hoort niet tot een ‘school’, hoogstens is er enige verwantschap met de (jongere) École de Paris-schilder Nicolas de Staël (1914–1955).
In de laatste 20 jaar van zijn leven wordt zijn werk steeds beter erkend. Het liefst verkoopt hij zijn schilderijen zelf, want bij een galerie wordt er veel geld gerekend voor hulp bij de verkoop van zijn schilderijen. Daarom ging hij elk jaar zelf bij zijn trouwe klanten langs. Tegenwoordig is Oepts’ werk bij liefhebbers in Nederland zeer in trek. Op veilingen en in de handel kosten zijn doeken vaak bedragen waarvan de kunstenaar, in 1988 te Parijs overleden, gemakkelijk een jaar had kunnen leven.

## Collecties
Werken van Oepts zijn te vinden in de collecties van onder andere het Stedelijk Museum Amsterdam, Centraal Museum Utrecht, Kunstmuseum Den Haag, Museum Van Bommel Van Dam in Venlo en Museum Henriette Polak in Zutphen. Het meeste werk bevindt zich echter in particuliere collecties.